# Долговые ценные бумаги

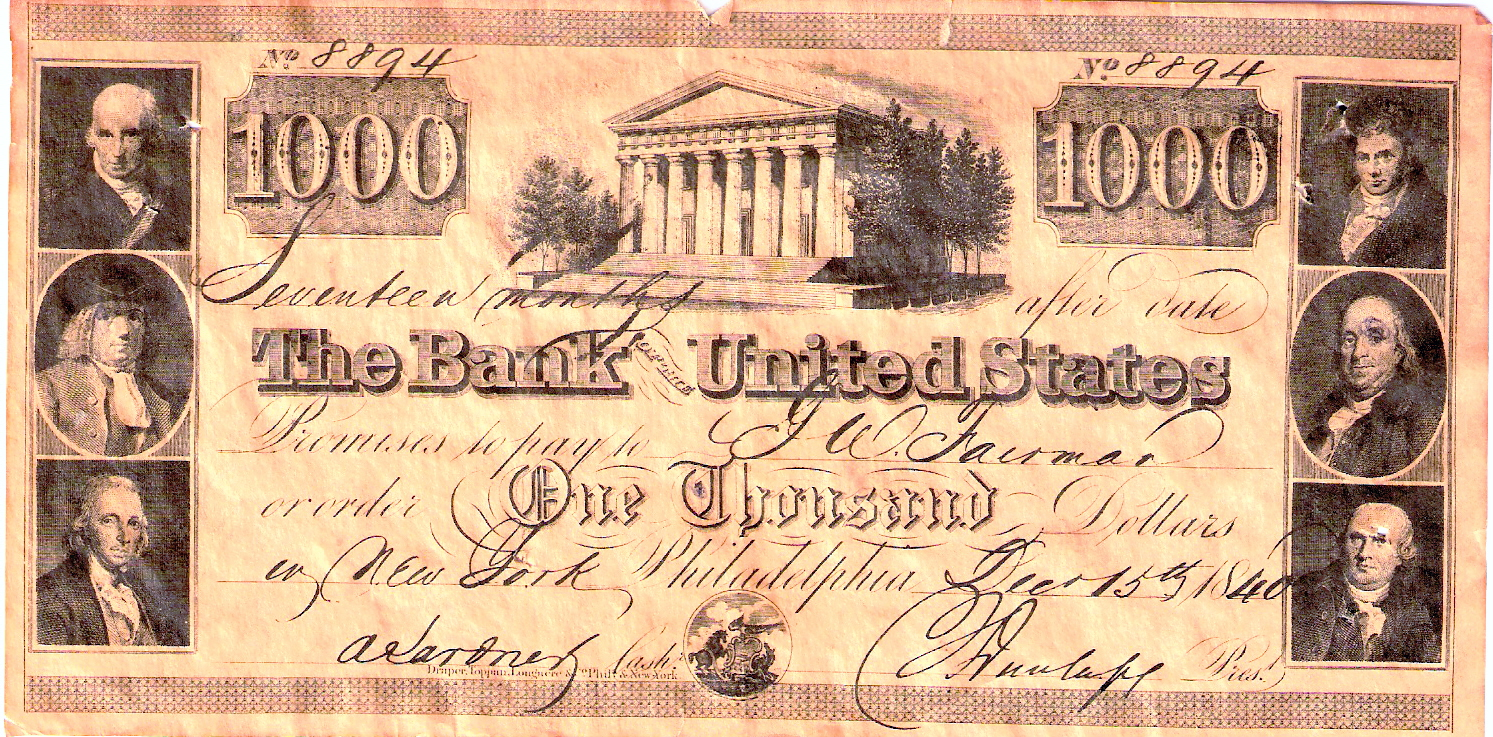
Вексель, выданный в 1840-х годах в США

Долговые ценные бумаги — один из двух больших классов ценных бумаг, который выпускается для привлечения финансовых ресурсов.

## Описание

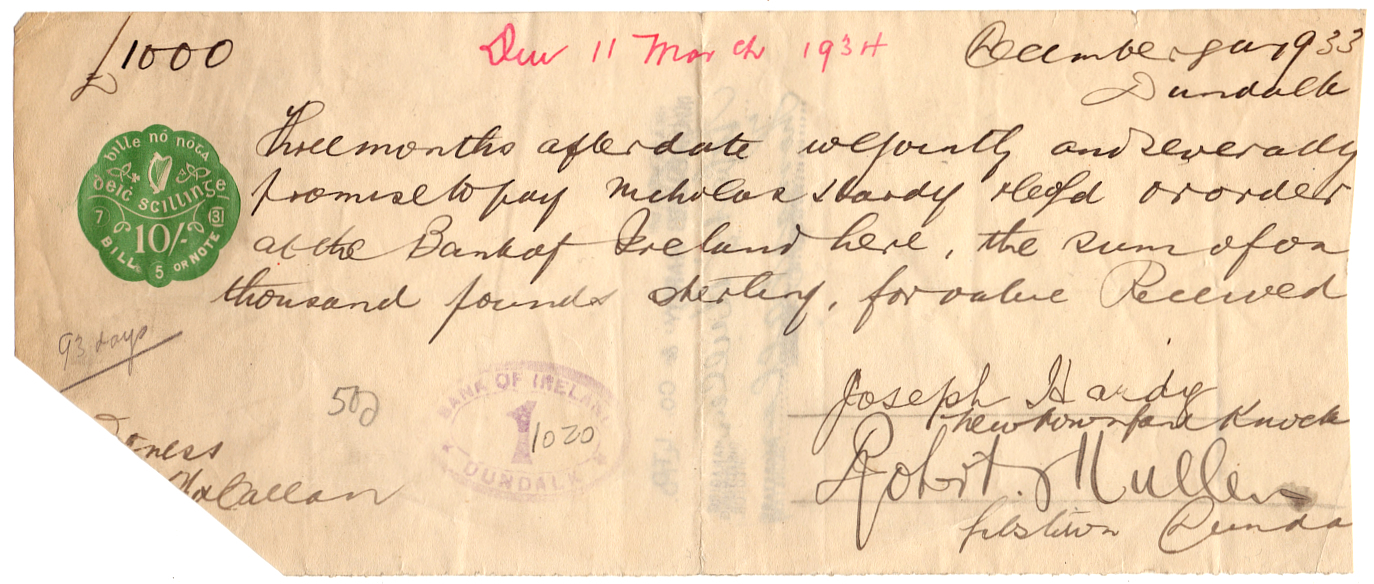
Вексель 1930-х годов

Существование долговых ценных бумаг необходимо для привлечения финансовых ресурсов. Размер компании и ее финансовая устойчивость — это важные характеристики при обслуживании долга. Чем крупнее компания, тем соответственно будет выше оценка ее платежеспособности. Уровень финансового риска для инвестора зависит от многих факторов: от срока погашения, рейтинга облигаций, темпов инфляции, фиксированной ставки дохода. Долговые ценные бумаги представляют собой альтернативный источник финансирования экономики. Эффективность выпуска долгосрочных облигаций определяется процентами привлечения и способностью погашать долг.
Вексель — пример долговой ценной бумаги. На таких бумагах указывается, когда, в каком размере и каким образом будут возвращены средства кредитору. Степень риска при покупке долговых ценных бумаг определяется возможным отказом должника произвести обещанные выплаты в срок. Облигация — еще один пример долговых ценных бумаг.

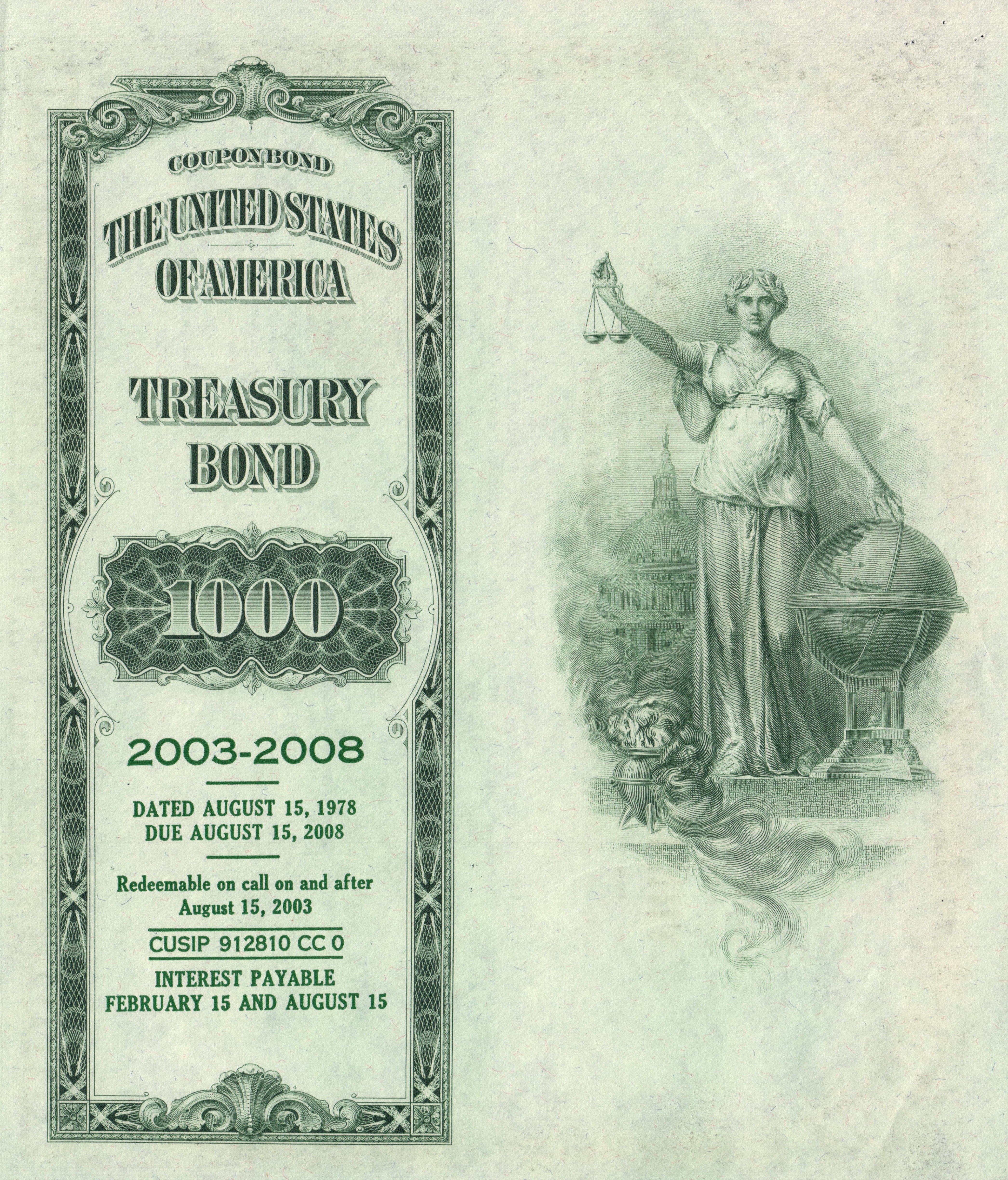
Казначейские облигации
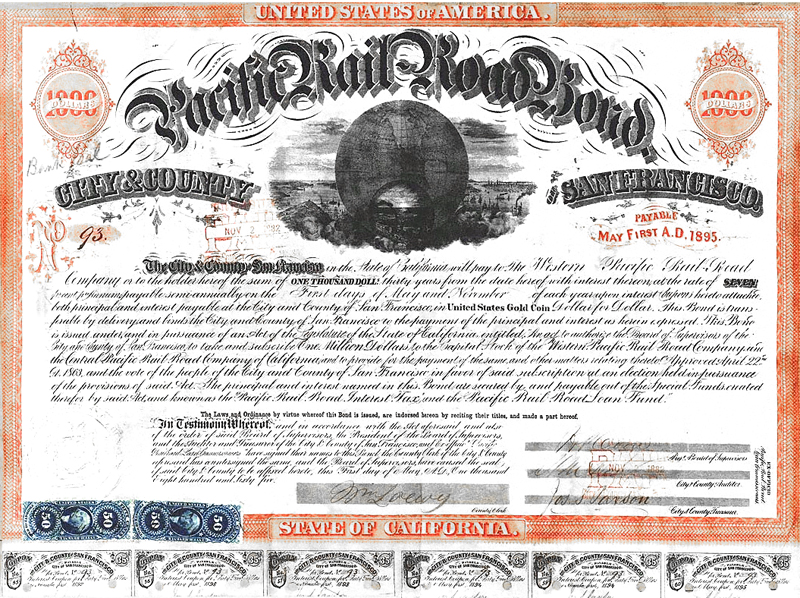
Железнодорожная облигация
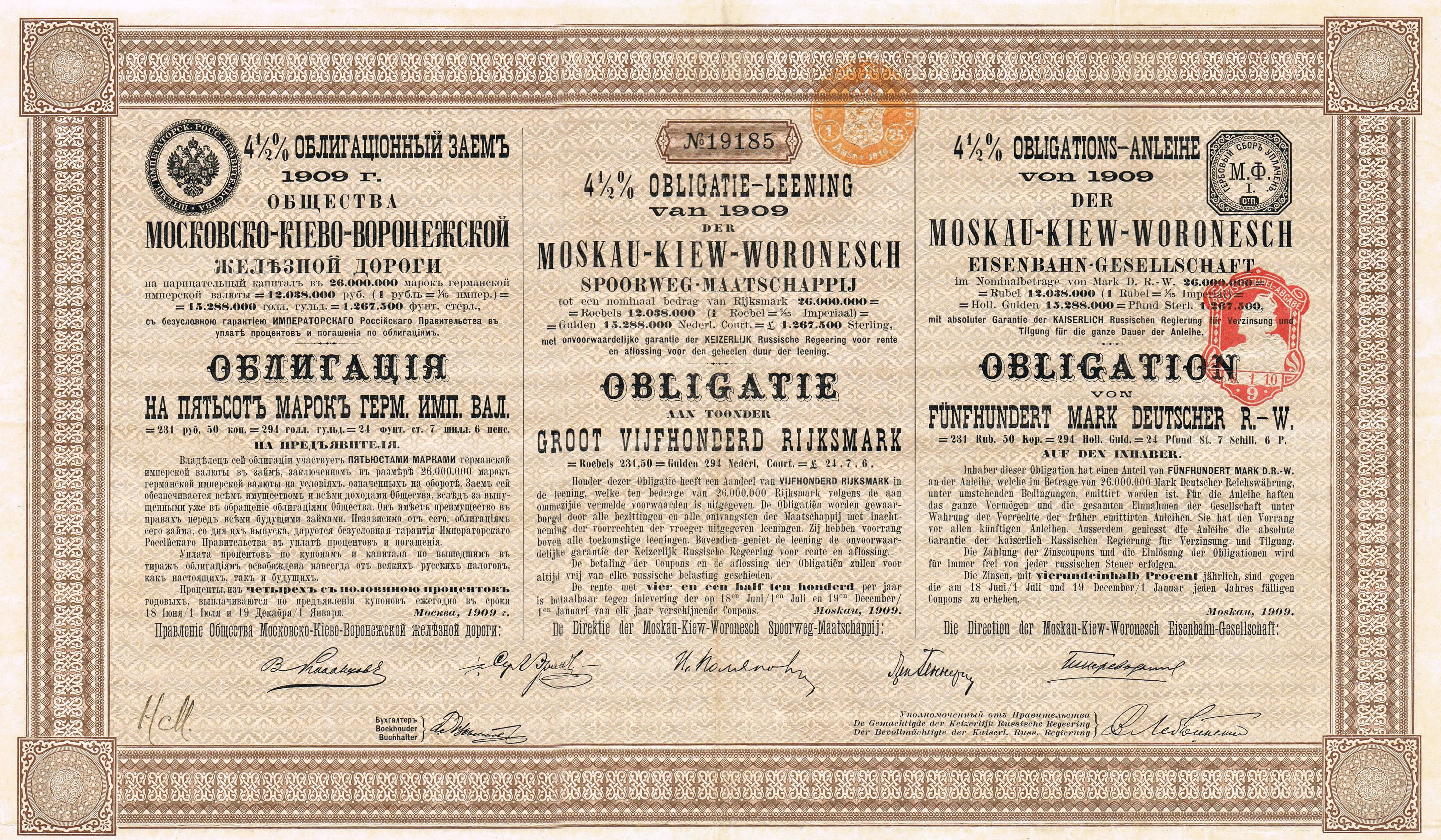
Облигация Московско-Киево-Воронежской железной дороги
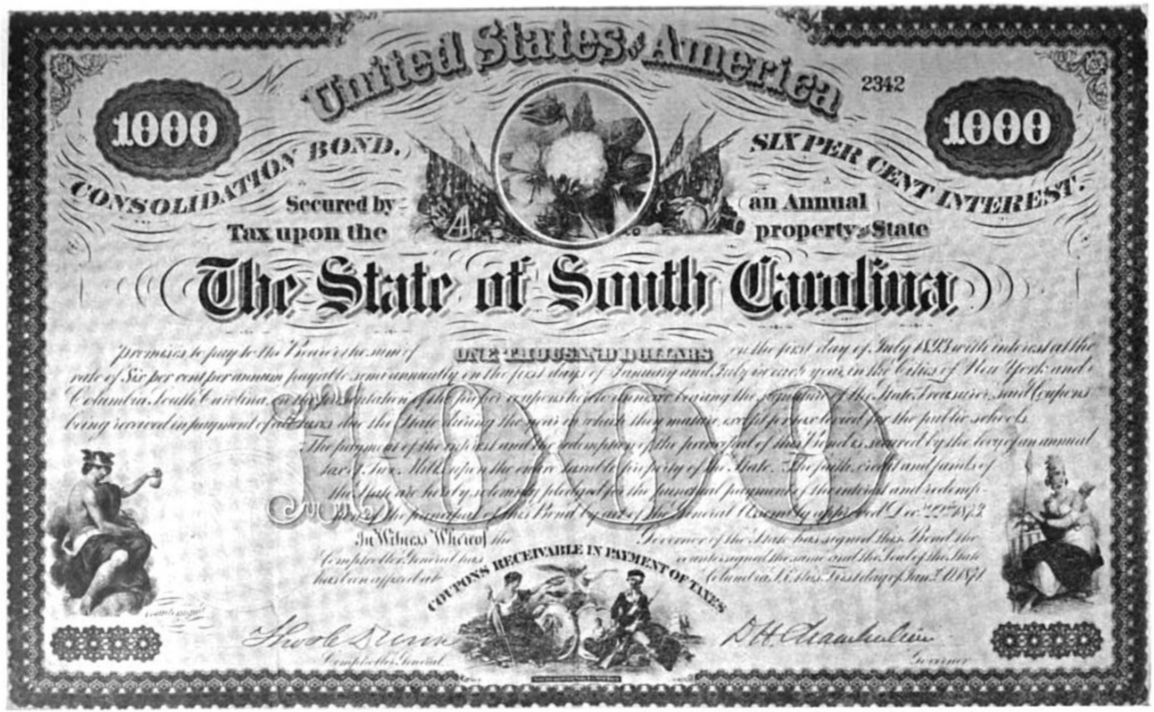
Облигация, выданная в 1870-х годах
Облигация Санкт-Петербургского городского кредитного общества

С декабря 1994 по декабрь 2011 года совокупная стоимость международных долговых бумаг, которые находятся в обращении, увеличилась в 11,7 раза.

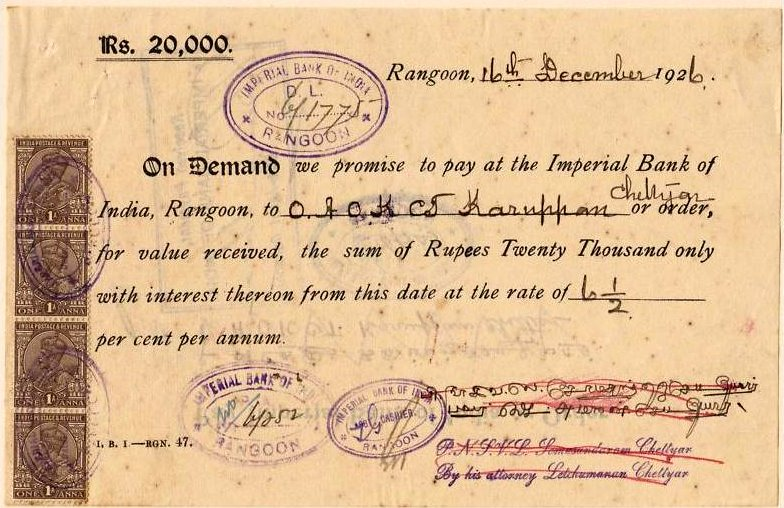
Вексель 1920-х годов

К началу 2015 года совокупный объем международного долгового рынка достиг 24 трлн долларов США, 90 % из которых составляют долговые ценные бумаги. С декабря 2012 года международными долговыми ценными бумагами стали считаться долговые ценные бумаги, выпуск которых произошел за пределами страны регистрации эмитента. Местонахождение первичного рынка стало основным критерием, по которому долговые ценные бумаги стали разграничивать на международные и внутренние.
В декабре 2010 года объем международных долговых ценных бумаг сократился на 6,9 трлн долларов США, как результат того, что часть их была отнесена к внутренним долговым ценным бумагам.